# Света Неделя
Света Неделя (хорв. Sveta Nedelja) — місто в центральній Хорватії, в Загребській жупанії, розташоване за 17 км на захід від центра Загреба і за 6 км на схід від Самобора.
Назва міста буквально означає «свята неділя».

## Населення
Населення громади за даними перепису 2011 року становило 18 059 осіб. Населення самого міста становило 1 338 осіб.
Динаміка чисельності населення громади:
Динаміка чисельності населення міста:

## Населені пункти
Крім міста Света Неделя, до громади також входять: 
- Бестов'є
- Брезє
- Ягніч-Дол
- Калиновиця
- Керестинець
- Мала Гориця
- Новаки
- Ореш'є
- Ракитє
- Сребняк
- Стрмець
- Светонедельський Брег
- Житарка

## Клімат
Середня річна температура становить 10,48°C, середня максимальна – 24,89°C, а середня мінімальна – -6,34°C. Середня річна кількість опадів – 968 мм.
| Клімат міста                                  | Клімат міста | Клімат міста | Клімат міста | Клімат міста | Клімат міста | Клімат міста | Клімат міста | Клімат міста | Клімат міста | Клімат міста | Клімат міста | Клімат міста | Клімат міста |
| Показник                                      | Січ.         | Лют.         | Бер.         | Квіт.        | Трав.        | Черв.        | Лип.         | Серп.        | Вер.         | Жовт.        | Лист.        | Груд.        |              |
| Середній максимум, °C                         | 5,98         | 8,06         | 12,47        | 16,95        | 21,84        | 24,89        | 24,22        | 23,49        | 19,61        | 14,56        | 8,56         | 4,79         |              |
| Середня температура, °C                       | −0,18        | 1,90         | 6,29         | 10,78        | 15,66        | 18,72        | 20,44        | 19,72        | 15,84        | 10,78        | 4,77         | 1,01         |              |
| Середній мінімум, °C                          | −6,34        | −4,28        | 0,16         | 4,63         | 9,51         | 12,56        | 16,68        | 15,94        | 12,05        | 7,01         | 1,02         | −2,76        |              |
| Норма опадів, мм                              | 52           | 51           | 66           | 70           | 82           | 106          | 90           | 95           | 96           | 95           | 95           | 70           |              |
| Середньомісячна швидкість вітру, м/с          | 1.60         | 1.76         | 2.20         | 2.10         | 1.90         | 1.80         | 1.70         | 1.60         | 1.50         | 1.51         | 1.60         | 1.60         |              |
| Середньомісячна сонячна радіація, кДж/м²·день | 4093         | 6840         | 10383        | 14860        | 18929        | 20851        | 21728        | 18743        | 13925        | 8573         | 4503         | 3304         |              |
| --------------------------------------------- | ------------ | ------------ | ------------ | ------------ | ------------ | ------------ | ------------ | ------------ | ------------ | ------------ | ------------ | ------------ | ------------ |
| Джерело:                                      |              |              |              |              |              |              |              |              |              |              |              |              |              |